# 舊三菱銀行神戶支店

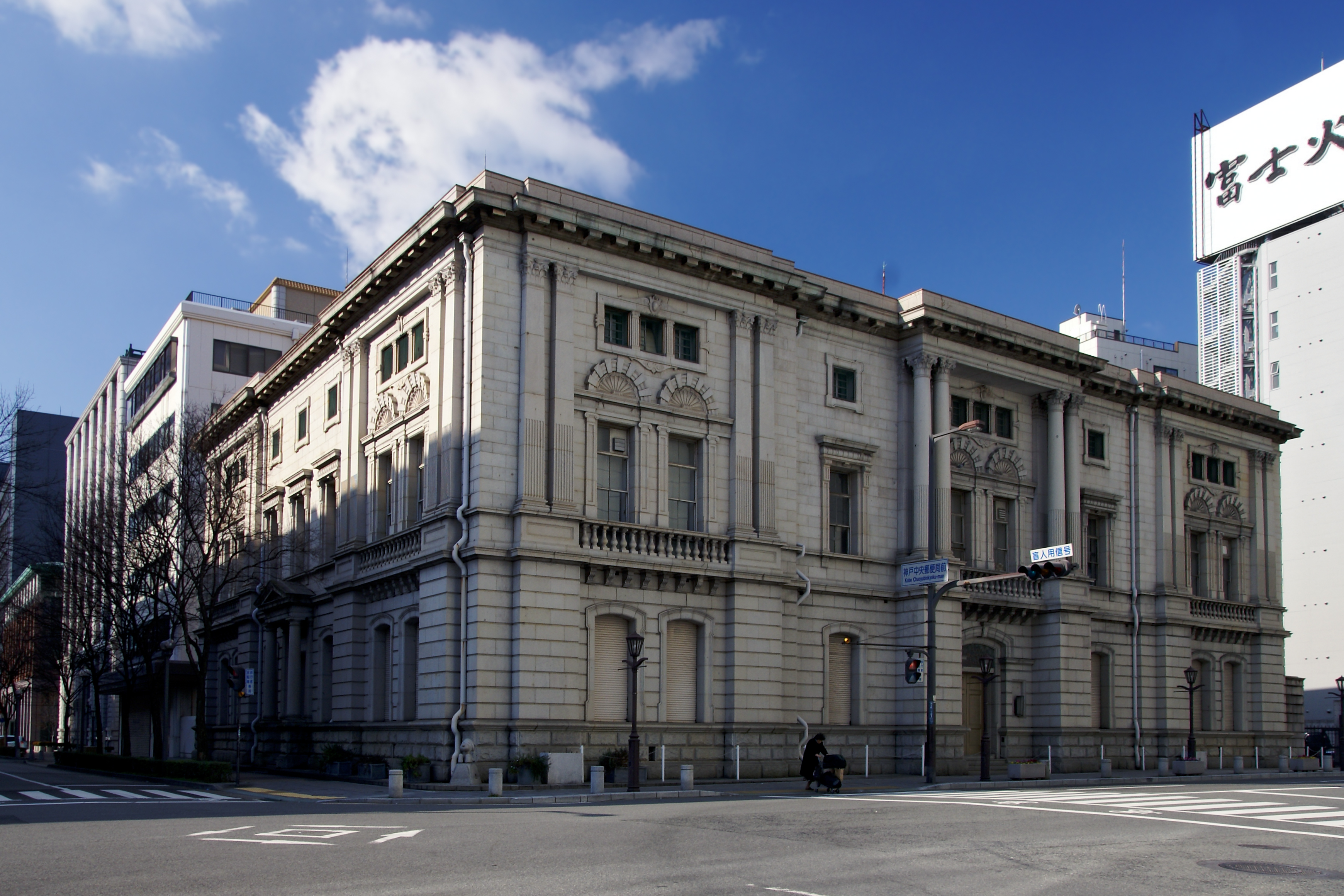
舊三菱銀行神戶支店

舊三菱銀行神戶支店（日语：旧三菱銀行神戸支店）是一座位於兵庫縣神戶市中央區的歷史建築。現在是一個音樂廳。舊三菱銀行神戶支店由曾禰達藏設計，竣工於1900年，地上部分有三層。舊三菱銀行神戶支店是現存的曾禰達藏設計建築中最古老的一座。